# Округ Шеридан (Северна Дакота)
Округ Шеридан (енгл. Sheridan County) је округ у америчкој савезној држави Северна Дакота.

## Демографија
По попису из 2010. године број становника је 1.321, што је 389 (-22,7%) становника мање него 2000. године.
| Група             | 2000.         | 2010.         |
| Белци             | 1.692 (98,9%) | 1.272 (96,3%) |
| Афроамериканци    | 2 (0,1%)      | 4 (0,3%)      |
| Азијати           | 0 (0,0%)      | 2 (0,2%)      |
| Хиспаноамериканци | 6 (0,4%)      | 16 (1,2%)     |
| Укупно            | 1.710         | 1.321         |